# Фиш, Кёртис
Кёртис «Кёрт» Фиш (англ. Curtis «Curt» Fish) — американский кёрлингист.
В составе мужской сборной США участник чемпионата мира 1989 (заняли десятое место). Чемпион США среди мужчин. В составе юниорской мужской сборной США участник юниорского чемпионата мира 1978. Чемпион США среди юниоров.
В основном играл на позиции третьего.

## Достижения
- Чемпионат США по кёрлингу среди мужчин: золото (1989).
- Чемпионат США по кёрлингу среди юниоров: золото (1978).

## Команды
| Сезон   | Четвёртый      | Третий     | Второй        | Первый          | Запасной       | Турниры                         |
| ------- | -------------- | ---------- | ------------- | --------------- | -------------- | ------------------------------- |
| 1977—78 | Jeff Tomlinson | Ted Purvis | Кёртис Фиш    | Marc McCartney  |                | ЧСШАЮ 1978 · ЧМЮ 1978 (5 место) |
| 1988—89 | Джим Вукич     | Кёртис Фиш | Бард Нордлунд | Джим Плезантс   | Джейсон Ларуэй | ЧСШАМ 1989 · ЧМ 1989 (10 место) |
| 1999—00 | Том Виолетт    | Кёрт Фиш   | Бард Нордлунд | Мерфи Томлинсон | Даг Джонс      | ЧСШАМ 2000 (??? место)          |

(скипы выделены полужирным шрифтом)